# Gare d'Avenay
La gare d'Avenay est une gare ferroviaire française de la ligne d'Épernay à Reims, située sur le territoire de la commune d'Avenay-Val-d'Or, dans le département de la Marne en région Grand Est. 
C'est une halte voyageurs de la Société nationale des chemins de fer français (SNCF), desservie par des trains TER Grand Est.

## Situation ferroviaire
Établie à 108 mètres d'altitude, la gare d'Avenay est située au point kilométrique (PK) 148,425 de la ligne d'Épernay à Reims, entre les gares d'Ay et de Germaine. C'est une gare de croisement équipée de deux voies, la ligne étant en partie à voie unique entre Épernay et Reims.

## Histoire
La ligne d’Épernay à Reims est adjugée à la Compagnie du chemin de fer de Paris à Strasbourg le 17 décembre 1845 comme embranchement de la ligne principale de cette compagnie. La ligne de Paris-Est à Strasbourg via Épernay fut mise en service par étapes de 1849 à 1852 ; l’embranchement vers Reims fut quant à lui inauguré aux voyageurs le 5 juin 1854. Entretemps, le 21 janvier 1854, la Compagnie du chemin de fer de Paris à Strasbourg est, par fusion, devenue la Compagnie des chemins de fer de l'Est.
Le bâtiment voyageurs de style néoclassique, est typique des gares de la Compagnie du chemin de fer de Paris à Strasbourg ; il correspond au type 5 dans la classification des Chemins de fer de l'Est.
La Compagnie du Paris - Strasbourg, faute de moyens, a réalisé des bâtiments voyageurs en bois sur la section de Paris à Vitry-le-François de sa ligne vers Strasbourg[réf. nécessaire], lesquels ont été remplacés dès la décennie suivante par les Chemins de fer de l'Est. Sur la ligne de Paris à Strasbourg au-delà de Vitry-le-François ainsi que sur la ligne d'Épernay à Reims, les gares ouvertes en même temps que la ligne possèdent des bâtiments définitifs ; le type 5 y est représenté en abondance.

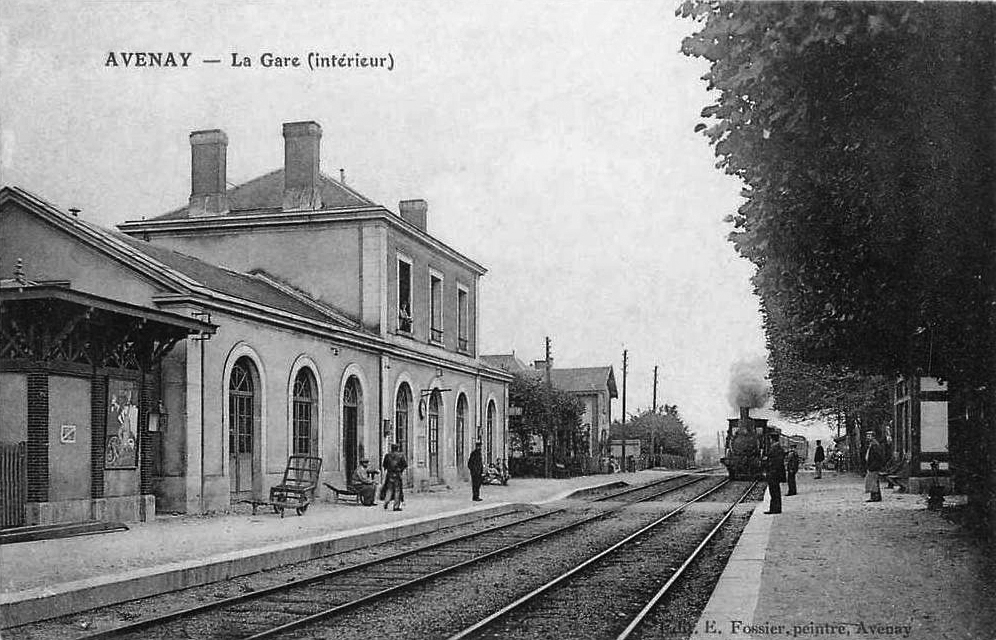
La gare, dans les années 1900.

Les bâtiments de type 5 se caractérisent par une façade recouverte d'enduit, des bandeaux et des pilastres d'angle en pierre de taille ainsi que des percements à linteau droit surmontés d'entablements. Le corps de logis, surmonté d'une toiture à deux croupes, comporte trois travées et celles du rez-de-chaussée sont surmontées d'arcs en plein cintre. Les ailes, sans étage, sont coiffées d'un toit à deux versants ; elles comportent généralement une ou deux travées à l'origine et sont symétriques. Les murs latéraux avaient initialement un œil-de-bœuf, pour les ailes basses, ou une petite fenêtre en demi-lune, pour ceux du corps de logis.
La ligne d’Épernay à Reims possède trois gares de type 5 qui se distinguent de celle de la ligne de Paris à Strasbourg par le fait que tous les percements au rez-de-chaussée possèdent des arcs en plein cintre ; que ceux à l'étage sont dépourvus d'entablements et que les murs latéraux des ailes sont dépourvus d’œil-de-bœuf mais comportent en revanche deux fenêtres munies d'arcs en plein cintre.
Le bâtiment de la gare a vraisemblablement fait l'objet d'un agrandissement de l'aile droite, qui a vu sa longueur portée à trois travées ; celle de gauche en comporte une seule. En outre, il y avait autrefois une maison de garde-barrière et une halle à marchandises à Avenay.
Le 15 juillet 2019, un TER percute une automobile engagée sur le passage à niveau, faisant quatre morts dans la voiture et quatre blessés dans le train.

## Fréquentation
Selon les estimations de la SNCF, la fréquentation annuelle de la gare figure dans le tableau ci-dessous.
| Année     | 2015   | 2016   | 2017   | 2018   | 2019   | 2020   | 2021   | 2022   | 2023   | 2024   |
| --------- | ------ | ------ | ------ | ------ | ------ | ------ | ------ | ------ | ------ | ------ |
| Voyageurs | 24 502 | 21 039 | 15 908 | 12 786 | 18 793 | 17 236 | 22 380 | 31 476 | 39 109 | 38 477 |

## Service des voyageurs

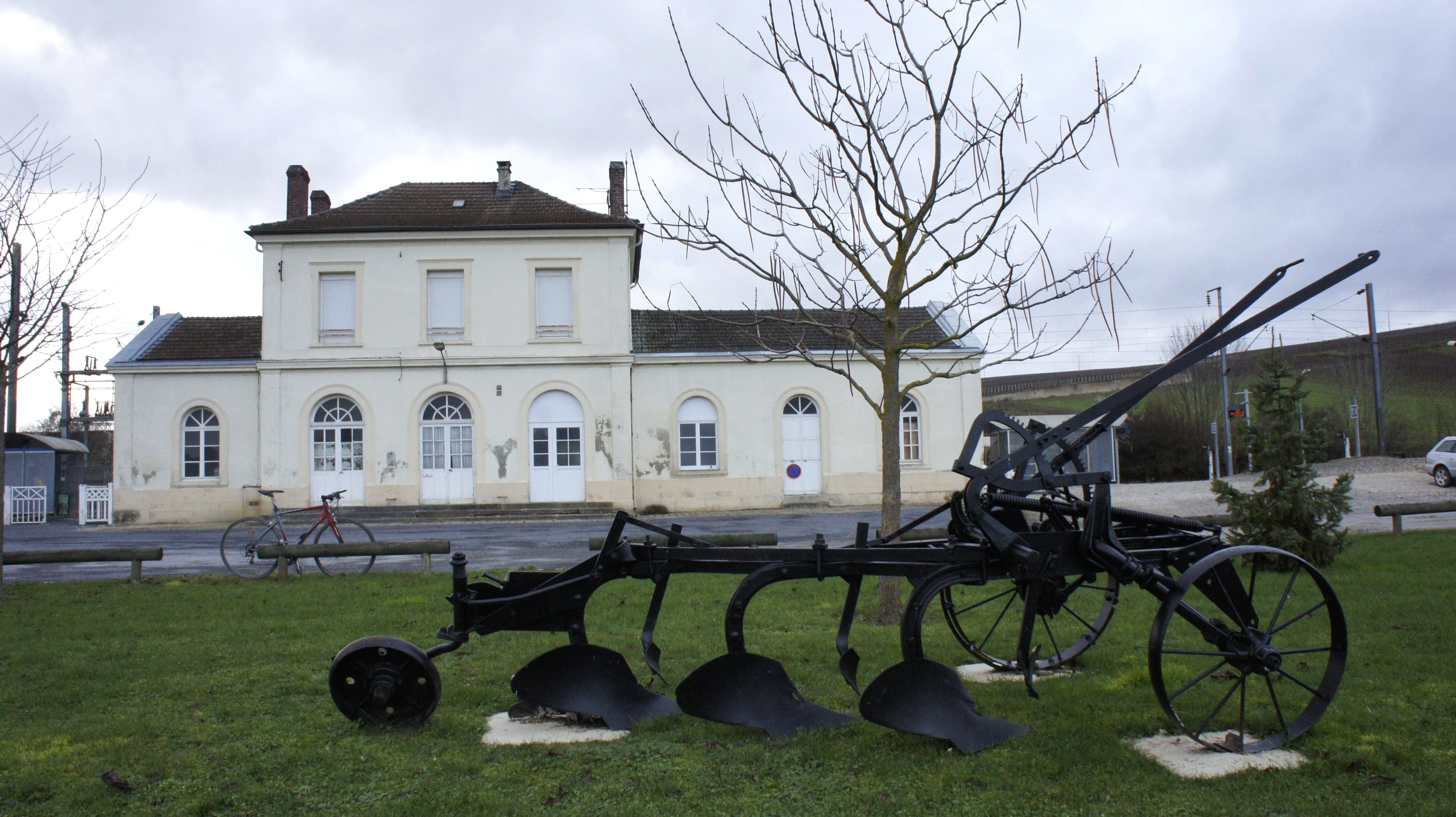
Une ancienne charrue exposée en monument.

### Accueil
Halte SNCF, c'est un point d'arrêt non géré (PANG) à entrée libre. Elle est équipée d'automates pour l'achat de titres de transport.

### Desserte
Avenay est desservie par des trains TER Grand Est qui effectuent des missions entre Épernay et Reims.

### Intermodalité
Un parking pour les véhicules est aménagé.